# Alue Raya (Samatiga)
Alue Raya is een bestuurslaag in het regentschap Aceh Barat van de provincie Atjeh, Indonesië. Alue Raya telt 480 inwoners (volkstelling 2010).